# 奧萊尼夫卡 (波爾塔瓦州)
49°14′9″N 34°0′36″E / 49.23583°N 34.01000°E
奧萊尼夫卡（羅馬化：Olenivka）是烏克蘭中部的村莊，隸屬波爾塔瓦州的克雷門丘克區。該村分別距離卡希夫卡1公里和喬爾諾赫拉濟夫卡0.5公里，海拔高度121米，2001年人口497。